# Concurso Internacional de Fotoperiodismo Andréi Stenin
El Concurso Internacional de Fotoperiodismo Andréi Stenin es un certamen anual para los fotógrafos jóvenes de 18 a 33 años inclusive. Fue instituido el 22 de diciembre de 2014 por la Agencia de Información Internacional Rossiya Segodnya con el auspicio de la Comisión de Rusia ante la Unesco. El concurso lleva el nombre de Andréi Stenin, reportero gráfico de la agencia Rossiya Segodnya, quien murió en el sureste de Ucrania cumpliendo su deber profesional.
El objetivo del certamen es respaldar a los fotógrafos jóvenes y atraer la atención pública hacia las tareas del fotoperiodismo actual. Es el único evento en Rusia que apoya a los fotógrafos jóvenes abriendo sus nombres al mundo. 
En 2017, el concurso que se celebra por tercer año consecutivo reunió unas 5.000 obras de un número récord de países (76). La gira mundial de las obras premiadas ya es una parte inalienable del certamen. En 2015 y 2016, las exposiciones con las fotografías ganadoras del Concurso Andréi Stenin se celebraron en la Ciudad del Cabo, Estambul, Tel Aviv, El Cairo, Berlín, Shanghái, Budapest, Roma y otras ciudades. El Concurso Andréi Stenin no solo descubre a otros países nuevos nombres en el mundo de la fotografía, sino que brinda a los mejores fotorreporteros la oportunidad de obtener nuevos espectadores y realizar un intercambio con la audiencia. Se esperan las noticias sobre el Concurso y las exposiciones. El 2017, las obras ganadoras del certamen se expusieron en Atenas, Madrid, Estambul, Shanghái, Varsovia, México, Johannesburgo, Ciudad del Cabo, Beirut, Budapest. 
La admisión de solicitudes para participar en el concurso se inicia anualmente el 22 de diciembre, coincidiendo con el cumpleaños de Andréi Stenin.

## Criterios y categorías principales
En el Concurso pueden participar los fotógrafos entre 18 y 33 años. En cada categoría se elige el primer, segundo y tercer puesto por una fotografía individual y el primer, segundo y tercer puesto por una serie de imágenes. Además, el Jurado puede otorgar una mención especial a varias obras. A uno de los participantes de la lista corta se le otorga el Gran Premio. El ganador del Gran Premio se anuncia en la ceremonia oficial de condecoración de los ganadores y premiados. En 2018, los premios del concurso se disputarán en las siguientes categorías

### Noticias principales
El tema principal de las obras en esta categoría lo conforman acontecimientos importantes en la vida de varias personas y países, en general: los acontecimientos políticos y sociales clave, fotografías sacadas en los teatros de operaciones y en lugares de desastres naturales, momentos cruciales de la vida.

### Deporte
En esta categoría participan las obras que reproducen momentos de la vida deportiva: triunfos de los deportistas y el dramatismo de derrotas; entrenamientos cotidianos; la belleza de competiciones deportivas.

### Mi planeta
Esta categoría está abierta para las obras que reflejan una amplia gama de temas e imágenes de todos los continentes del planeta. La tarea del autor es mostrar un caleidoscopio de la vida cotidiana en su armonía y belleza eterna que une escenas de la vida ordinaria; el ritmo de megápolis y ciudades provinciales; imágenes de naturaleza; fiestas etnográficas y religiosas.

### Retrato: un héroe de nuestro tiempo
Los criterios de esta categoría engloban retratos individuales o grupales, documentados o planteados. Se busca la habilidad del fotógrafo para revelar el mundo interior de sus personajes, expresar sus cualidades mentales y carácter a través de la singularidad de su apariencia y aspecto en su conjunto.

## Jurado
El jurado del concurso lo conforman los expertos en fotografía con fama mundial conocidos por su capacidad de mirar al mundo de modo distinto.

### Composición del jurado en 2015
- Andréi Polikánov, el director del servicio fotográfico de la revista Russki Reporter
- Grigori Dukor, el jefe del servicio fotográfico de la agencia Reuters en Rusia y la CEI
- Natalia Udártseva, la periodista rusa, directora de fotografía, miembro de la Unión de Fotógrafos Artísticos de Rusia
- Vladímir Viatkin, el fotógrafo ruso, académico de la Asociación Internacional de fotógrafos de los medios de comunicación, premiado seis veces, tres veces miembro del jurado internacional del concurso World Press Photo
- Attila Durak, el fotógrafo turco, cofundador y supervisor del festival Fotoİstanbul
- Timothy Fadek, el reportero gráfico estadounidense
- Jason Eskenazi, el fotógrafo estadounidense.

### Composición del jurado en 2016
- Ruth Eichhorn, el director de fotografía de la revista GEO (Alemania)
- Denis Paquin, el vicedirector del servicio fotográfico de la agencia Associated Press (EE. UU.)
- Zheng Wei, el vicedirector del departamento de fotografía de la agencia Xinhua (China)
- Yuri Kózirev, el reportero gráfico ruso, ganador de muchas ediciones del certamen World Press Photo
- Irina Chmiriova,la crítica de arte rusa, colaboradora del Instituto de Teoría e Historia del Arte de la Academia Rusa de Bellas Artes (Rusia)
- Xenia Nikólskaya, la fotógrafa y miembro de la Unión de Pintores de Rusia (Rusia)
- Aldo Mendici, el fotógrafo italiano y organizador de numerosos cursillos educativos y seminarios
- Valeri Mélnikov, el reportero gráfico de Rossiya Segodnya, laureado en numerosos certámenes internacionales.

### Composición del jurado en 2017
- Andreas Tramp, el director de fotografía de la revista ‘Stern’ (Alemania)
- Ian Landsberg, el director de fotografía del grupo Independent Media (Sudáfrica)
- Arianna Rinaldo, la directora artística del festival internacional de fotografía Cortona On The Move (Italia)
- Natalia Grigórieva-Litvínskaya, la curadora y fundadora del Centro de Fotografía Hermanos Lumière de Moscú (Rusia)
- Vladimir Pesnia, el reportero gráfico de Rossiya Segodnya y ganador del prestigioso concurso internacional World Press Photo (Rusia)
- Chen Qiwei, el jefe del periódico chino Xinmin Evening News y director de los periódicos y medios digitales de Shanghái Media Group (China)
- Varvara Gládkaya, la directora de fotografía y profesora de fotografía de la Escuela de Artes Visuales (Rusia).

### Composición del jurado en 2018
- Anna Zecria, la fundadora y directora de la Agencia fotográfica independiente de Rusia SALT IMAGES (Rusia)
- Mladen Antonov, un corresponsal de la agencia France-Press (AFP) en Moscú (Francia)
- Jorge Árciga Ávila, el jefe adjunto del Departamento de Fotografía de la Agencia de Noticias Notimex (México)
- Pável Kassin, el jefe del Departamento de Fotografía de la editorial Kommersant (Rusia)
- Ahmet Sel, el fotógrafo, jefe del Departamento de Fotografía y Vídeo de la agencia Anadolu (Turquía).

## Ganadores
En 2015, el Gran Premio del concurso lo obtuvo Elena Anósova (Rusia) por una serie de fotografías “Sección” sobre las mujeres recluidas en cárceles.
El Gran Premio-2016 fue para el fotógrafo italiano, Danilo Garcia Di Meo, por su serie de imágenes “Letizia, una historia de la vida invisible” dedicada a una chica paralizada.
En 2017, el fotógrafo español, Alejandro Martínez Vélez, ganó el Gran Premio del concurso por su serie de imágenes “Refugiados en Belgrado”.

## Hechos interesantes
En 2017, la ganadora del Gran Premio-2015, Elena Anósova, obtuvo un premio en el concurso del fotoperiodismo más famoso del mundo: World Press Photo.
El laureado del concurso Andréi Stenin de 2015-2017 en la categoría “Deporte”, Alexéi Filippov, ganó el certamen internacional de fotos de noticias y deporte Estambul Photo Awards.
El Gran Premio-2016 lo obtuvo el fotógrafo italiano, Danilo Garcia Di Meo, por su serie de fotografías sobre una joven paralizada, Letizia. Esta historia conmovió profundamente a los miembros del Jurado y como resultado la protagonista de la misma realizó su primer viaje al extranjero a Rusia, donde pudo compartir sus experiencias en persona e inspirar a muchos cuyas vidas se parecen a la de ella.
El ganador del concurso de 2016 en la categoría “Deporte”, Vladímir Astapkóvich, obtuvo el primer puesto en el certamen internacional de fotografía que se celebra anualmente, International Photography Awards (IPA).